# Trophonios

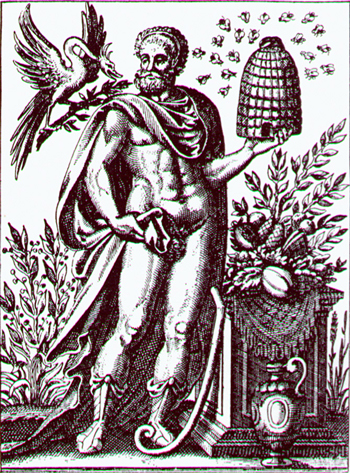
Trophonios, Historia Deorum Fatidicorum, Genève, 1675.

Trophonios (Oudgrieks: Τροφώνιος, Trophônios) was een zoon van Erginos, de koning van de Minyërs.
Met zijn broer Agamedes bouwde hij een schatkamer voor de Boeotische koning Hyrieus of voor Augeias, de koning van Elis. Zij bouwden die echter zó, dat zij door één steen weg te nemen daarin konden binnendringen zonder de deuren te openen. Spoedig werden zij evenwel betrapt, en Agamedes verloor daarbij zijn leven. Zijn broer ontsnapte en kreeg later nabij de plaats, waar hij gestorven was, een orakel.

## Het orakel van Trophonios
Om het orakel te ondervragen moest men in een hol afdalen, na zich vooraf door vasten, baden, zalven en verschillende geheimzinnige plechtigheden te hebben voorbereid. Dit orakel lag in de nabijheid van de Boeotische stad Lebadeia. Het schijnt in verband gestaan te hebben met de dienst van Demeter, hoewel een andere opvatting beweert, dat Trophonios precies dezelfde is als de onderaardse Zeus en pas in de latere tijd van het godsdienstig leven van de Grieken tot de rang van heros was afgedaald. Vooral zieken kwamen dit orakel raadplegen. 's Nachts werden zij in het hol neergelaten met een honingkoek in de handen. Daar hadden zij dan allerlei verschrikkingen te verduren. De hierdoor ontstane angst, verenigd met het voorafgegane vasten en baden, bracht hen in een toestand tussen slapen en waken, waarin zij allerlei openbaringen meenden te vernemen. Onder het volk ging het gerucht, dat wie eenmaal in het hol van Trophonios was neergedaald voor de rest van zijn leven het lachen had verleerd. Vooral in latere tijd heeft dit orakel in Griekenland een hoog aanzien genoten. Volgens de mythologie werd er verteld dat het een van de gevaarlijkste orakels was en als binnenkwam dat je vaak gek werd.